# Антъни Хау
Антъни Хау (роден през 1954 г. в Солт Лейк Сити, Юта) е американски кинетичен скулптор, който създава задвижвани от вятъра скулптури, наподобяващи пулсиращи, извънземни същества и вихри. Той използва компютърно проектиране, оформя металните компоненти с плазмен нож и завършва работата си, използвайки традиционни техники за металообработка.
С монументални кинетични скулптури, които използват вятърната енергия, се занимава от 1989 г.
Хау специално проектира водовъртеж и придружаваща кинетична скулптура за летните олимпийски игри през 2016 г. в Рио де Жанейро, Бразилия. Инсталацията тежи 1,8 т.
- Олимпийският котел на Хау на церемонията по закриването на 2016 г.
- Опростена версия на кинетичната скулптура на Хау от Олимпийските игри през 2016 г.; цветно кодирана, за да покаже нейния принцип на работа